# حسین اخترزند

سنگ مزار حسین اخترزند

حسین اخترزند (زادهٔ ۲۷ آذر ۱۳۵۵)، یکی از تظاهرکنندگان معترض به نتیجه انتخابات دهمین دوره ریاست جمهوری بود که در جریان پیامدهای اعلام نتایج انتخابات ریاست جمهوری ایران در تاریخ ۲۵ خرداد ۱۳۸۸ در اصفهان کشته شد. وی توسط نیروهای بسیج از طبقه سوم به پایین پرتاب شده‌بود که جان باخت.

## چگونگی قتل
حسین اخترزند، ۳۲ ساله، متولد سال ۱۳۵۵ و تنها نان‌آور خانه بود که در اصفهان به قتل رسید.
وی در روز دوشنبه ۲۵ خرداد در حالی که پس از کارش، به سمت دروازه شیراز که کانون درگیری‌ها بود در حال حرکت بود، همراه با شماری از مردم در برخورد با افراد لباس شخصی و بسیجی پا به فرار می‌گذارند. وی به همراه حدود ۱۵ نفر دیگر از مردم از درب پارکینگ مجمع پزشکیان (واقع در دروازه‌شیراز، بن‌بست هاله) به ساختمان وارد می‌شوند و هر یک به اتاق یا طبقه‌ای پناه می‌برند. اما در نهایت حسین و یک نفر دیگر در پشت‌بام طبقهٔ سوم به دست بسیجی‌ها می‌افتند و پس از مورد ضرب و شتم قرار گرفتن، به شکلی بی‌رحمانه توسط بسیجیان از طبقهٔ سوم به پایین پرتاب می‌شوند.
شخص دیگری که با حسین همراه بوده‌است به دست لباس‌شخصی‌ها می‌افتد و به گفتهٔ شاهدان عینی، پس از پیچیدن پرچمی به دور بدنش او را به مکان نامعلومی منتقل می‌کنند. اما پیکر نیمه‌جان حسین اخترزند را همچنان که افتاده بود، شماری از مردم می‌بینند تا آنکه یک پزشک با بیمارستان شریعتی (که در ۱۰۰ متری محل رویداد قرار داشته‌است) تماس می‌گیرد و اورژانس به محل حادثه می‌آید. با وجود ممانعت و مداخلهٔ نیروهای امنیتی که اجازهٔ انتقال حسین به بیمارستان را نمی‌دادند، با تجمع شکل گرفته توسط مردم، وی با آمبولانس به بیمارستان منتقل شد، هرچند که در شامگاه همان روز در حضور مادر و خواهر و برادرانش جان می‌دهد. به گفتهٔ یکی از پرستاران «وضعیت حسین آنقدر وخیم بود که مرگ از زندگی برایش بسیار بهتر بود؛ زیرا که او قطع نخاع شده بود و هیچ جای سالمی در بدنش نمانده بود.»
اما نیروهای امنیتی در بیان به خانوادهٔ حسین، تأکید داشتند که وی در اثر سهل‌انگاری روی ایرانت‌های پوسیدهٔ پشت بام افتاده و کشته شده‌است. تا جایی که حتی یکی از فرماندهان سپاه در یک سخنرانی بیان کرده بود که در اصفهان تنها یک کشته وجود داشته که آن نیز به دلیل استعمال مواد مخدر (شیشه) بوده‌است.
این در حالی بود که نیروهای امنیتی فشارهای زیادی را بر خانوادهٔ او وارد داشتند و از همهٔ نزدیکان وی تعهد گرفتند که کشته شدن حسین را تصادف اعلام کنند، تا جنازهٔ وی را تحویل دهند. حتی در مراسم ختم او نیز ۵ نفر مسلح (۳ مرد و ۲ زن) حضور پیدا کردند تا مراقب اوضاع باشند. تمام مراحل کفن و دفن وی نیز توسط یکی از عوامل خودشان انجام شد و حتی زیارت عاشورای خوانده شده را نیز یکی از همین افراد خواند. ضمن آنکه در هنگام حمل تابوت، مانع از گفتن «الله اکبر» شدند. با وجود این فشارها مردم اصفهان از موضوع خبردار شدند و حتی نکوئی (رئیس ستاد میرحسین موسوی در اصفهان) نیز در این مراسم شرکت کرد.
برخلاف ادعای امنیتی‌ها که او بر اثر غفلت افتاده‌است، ولی آثار جراحات زیاد بروی دست چپ، پای چپ و راست، کمر، پهلو، و پارگی عمیق دست راست (که در برگهٔ پزشکی قانونی نیز به ثبت رسیده‌است) و نیز شاهدانی که در محل بوده و صدای ضرب و شتم و فریادهای حسین را شنیده بودند، جملگی گواهی بر آنست که او پیش از افتادن مورد ضرب و شتم زیادی قرار گرفته‌است.
او در گورستان باغ رضوان، قطعهٔ ۱۷، بلوک ۱، دفن شده‌است.